# Richard Bienert
Richard Bienert (5. září 1881 Smíchov – 3. února 1949 Praha) byl rakousko-uherský, československý a český právník, státní úředník a politik. Za protektorátu předseda vlády a ministr vnitra.

## Biografie

### Mládí
Pocházel z rodiny pražského magistrátního úředníka. Po studiu gymnázia vystudoval i práva na pražské univerzitě. Od roku 1906 působil jako policejní úředník u c.k. policie v Praze. Postupně pak pracoval na několika pražských komisařstvích. Od roku 1912 působil jako koncipista pražského policejního ředitelství. V roce 1916 pak začal pracovat v jeho zpravodajském oddělení. V lednu roku 1918 přešel do prezidia státní policie. Za první světové války jako zasvěcený státní úředník, vzdor rizikům, úzce spolupracoval s domácím odbojem, tzv. Maffií. Spolupracoval s jejím vedoucím činitelem Přemyslem Šámalem. A právě to ho vyneslo za republiky do nejvyšších policejních pater.

### Období 1. republiky
Krátce po vyhlášení republiky, byl dne 30. října 1918 jmenován pražským policejním ředitelem, 20. května 1920 pak policejním prezidentem hlavního města.

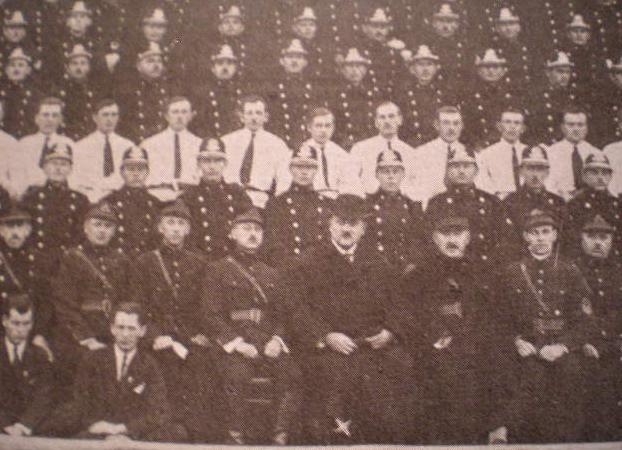
Bienert (označen bílým křížkem) jako policejní prezident Prahy na skupinové policejní fotografii z roku 1923

 Provedl reorganizaci pražského policejního sboru v nových státoprávních a politických poměrech. Díky němu mělo prvorepublikové Československo jeden z nejlépe fungujících policejních sborů v Evropě i na světě. Také díky jemu měla policie první republiky velkou prestiž. V roce 1925 se stal viceprezidentem Zemské správy politické v Čechách a od roku 1939 byl českým zemským prezidentem. Za jeho působení se zvýšila prestiž policie, zároveň byl znám sociálním cítěním i charismatem.

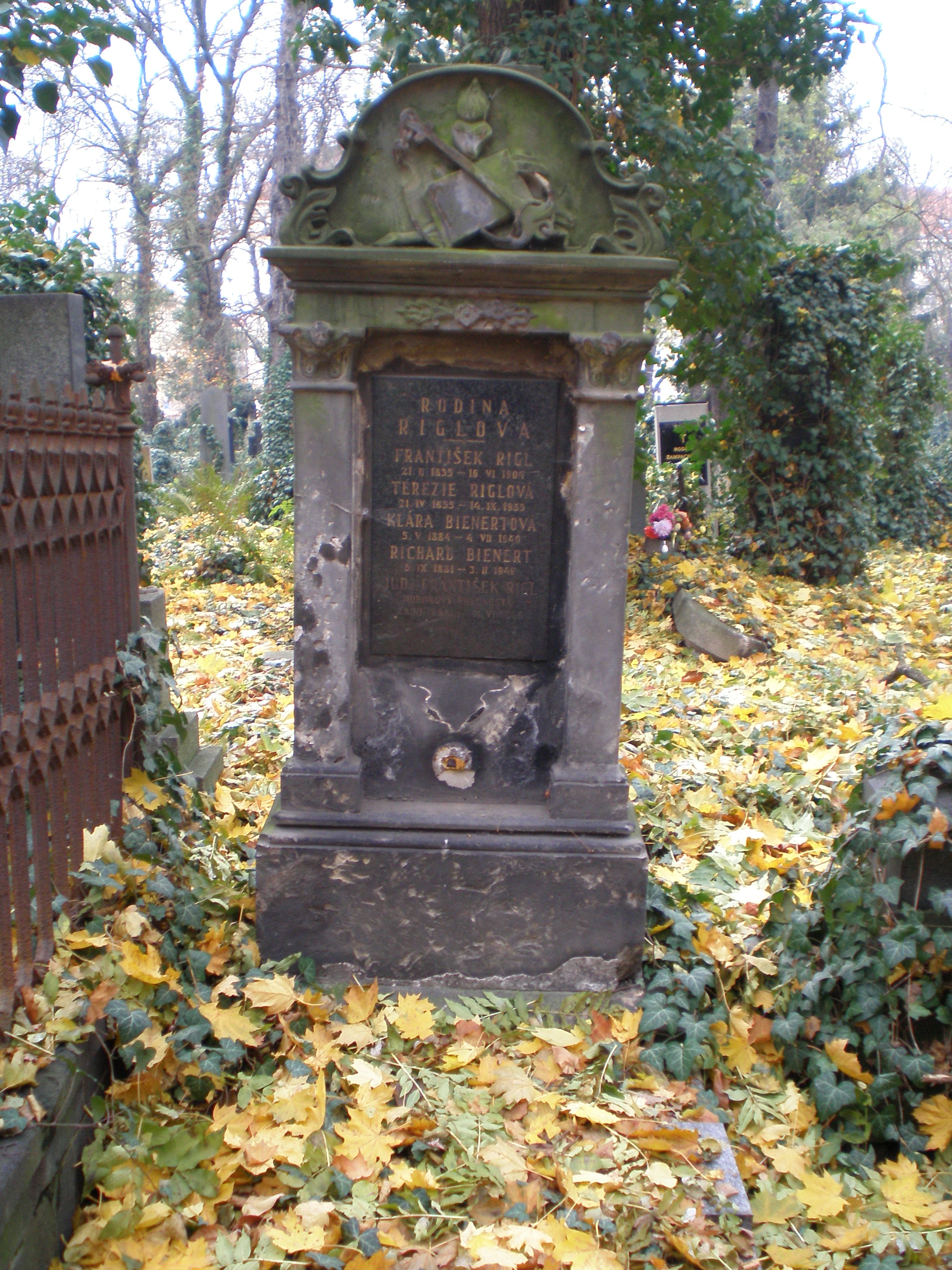
Hrob Richarda Bienerta na Olšanských hřbitovech v Praze

### Období Protektorátu
Po příchodu nacistů jej gestapo 1. září 1939 zatklo. Z gestapa byl po několika hodinách propuštěn až na zákrok státního prezidenta Háchy a slib loajality, který dodržel. Takže ve funkci policejního zemského prezidenta mohl zůstat a vydržel v ní až do roku 1942. Po zatčení premiéra Eliáše, aby neuvolnil klíčový post ministra vnitra aktivním kolaborantům, rozhodl se tento rezort převzít. Dne 19. ledna 1942 tak byl jmenován v Krejčího vládě ministrem vnitra. K jeho jmenování mimo jiné přispěl i konflikt říšského sekretáře Protektorátu Čechy a Morava, K. H. Franka, s dosavadním ministrem vnitra Ježkem. Od 12. března téhož roku byl zároveň náměstkem ministerského předsedy. Nakonec se 19. ledna 1945 stal krátce do 5. května 1945 i předsedou vlády. Zároveň s funkcí protektorátního premiéra vykonával stále i funkci ministra vnitra. Jako jeden z mála (bylo uděleno cca 30ks) obdržel vysoké protektorátní vyznamenání – Svatováclavskou orlici I. stupně se zlatým věncem. Byl také členem delegace, kterou koncem dubna 1945 vyslal K. H. Frank na Západ s nabídkou separátního míru a společného boje proti SSSR. Akce se však nezdařila.

### Poválečný osud
Dne 5. května 1945 se sešel s K. H. Frankem a požádal jej o předání vlády. Snaha o vyhlášení Českomoravské republiky však ztroskotala, protože se před projednáváním textu ozvala z města střelba. Frank požádal Bienerta, aby rozhlasem vyzval všechny Pražany ke klidu a pořádku, která je k převzetí moci nezbytná. Bienert hodlal pronést v pražském rozhlase prohlášení o zániku Protektorátu, ale to už nestihl, protože byl zatčen revolučními gardami. Albert Pražák potvrdil, že Česká národní rada sice nepočítala s jeho zapojením do povstání, ale že již v roce 1944 byl informován o možnosti Bienerta při povstání využít, především vzhledem k oblibě, jaké se stále těšil u policie a četnictva. Dne 31. července 1946 Národní soud po tříměsíčním, často dramatickém jednání vynesl rozsudky nad některými členy protektorátní vlády, mimo jiné i nad Richardem Bienertem. Prokurátor František Tržický pro něj požadoval doživotí, nicméně pro polehčující okolnosti (intervence ve prospěch zatčených a pronásledovaných a podporu rodin pozůstalých) mu nakonec soud vyměřil 3 roky vězení za kolaboraci s nacisty. Vláda se k rozsudkům vyjádřila 6. srpna 1946, netajila se zklamáním nad nízkými tresty, respektovala však nezávislost Národního soudu a právoplatnost jeho výroku. Na tom se shodl i nekomunistický tisk. KSČ se několik týdnů domáhala revize rozsudku a požadovala tvrdší tresty. Dne 12. května 1947 byl – těžce nemocný – podmínečně propuštěn a dožil v ústraní bez nároku na jakoukoliv státní penzi, podporován pouze svým synem a dcerou.
Jeho stejnojmenný syn se oženil s Evou Peroutkovou, dcerou spisovatele a publicisty Ferdinanda Peroutky. Dcera Klára se provdala za MUDr. Jana Příbrského, významného specialistu v oboru gynekologické péče a primáře nemocnice v Českých Budějovicích.